# Аала Хубаил
Аала Хубаил (араб. علاء حبيل‎; род. 25 июня 1982, Ситра) — бахрейнский футболист, выступавший на позиции нападающего, экс-игрок сборной Бахрейна. В 2004 году стал лучшим бомбардиром Кубка Азии 2004 (вместе с Али Карими), а также вошёл в символическую сборную турнира.

## Биография
В свои 22 года Аала стал одним из лучших атакующих футболистов на Кубке Азии 2004, забив 5 мячей. В четвертьфинале он забил два гола в ворота сборной Узбекистана, а также забил решающий гол в серии послематчевых пенальти. В полуфинальном матче со сборной Японии также оформил дубль, однако это не спасло команду от проигрыша в дополнительное время.
Выступая за «Аль-Гарафа», Аала был главным кандидатом на звание лучшего бомбардира Лиги звёзд Катара в сезоне 2005/06. В середине сезона Аала был на несколько мячей впереди, однако очень серьёзная травма, потребовавшая двух операций, вывела его из строя до конца сезона и начала следующего. Несмотря на его отсутствие, во второй половине сезона 2006/07, Хубаил вошёл в пятёрку бомбардиров чемпионата.
5 июня 2007 года Аала Хубаил перешёл в клуб чемпионата Кувейта «Аль-Кувейт». Он подписал годичный контракт. Вместе с Хубаилом в клуб перешёл другой бахрейнский футболист Абдулла Аль—Марзуки, в клубе уже выступали два других бахрейнца, капитан национальной сборной Талал Юсеф и Хуссейну Али Баба.
В 2008 году перешёл в клуб «Умм-Салаль» который предложил лучшие условия.
В июне 2009 года вернулся в родной клуб «Аль-Ахли» с которым стал чемпионом Бахрейна.
В дальнейшем выступал за различные клубы Бахрейна, Омана и Ливана.

## Восстание в Бахрейне
5 апреля 2011 года Аала Хубаил, его брат Мохамед и Саед Мохамед Аднан были задержаны властями Бахрейна и помещены под стражу на неопределенный срок. Аала Хубаил, дипломированный фельдшер, участвовал в демонстрациях во время протестов в Бахрейне в 2011 году и, как сообщалось, помогал оказывать медицинскую помощь протестующим. За день до ареста Аала участвовал в ток-шоу на государственном канале в котором был подвергнут критике и нападкам за свою позицию по протестам. Клуб «Аль-Ахли» объявил о разрыве контракта с братьями Хубаил. Также сообщалось что он подвергнут пыткам и находится на лечении в госпитале с травмой ноги.
23 июня было объявлено, что Мохаммеда Хубайлу тайно судили и приговорили к двум годам лишения свободы специальным судом безопасности Бахрейна, созданным во время режима военного положения, введенным в марте 2011 года в связи с протестами. 24 июня ФИФА, руководящий орган мирового футбола, заявил, что просил футбольные власти Бахрейна предоставить информацию о случаях задержания игроков во время политических протестов.
После обвинений во вмешательстве власти в спорт, заключения Мохаммеда Хубайла и отстранения более 150 спортсменов, тренеров и арбитров за участие в антиправительственных акциях протеста, ФИФА предупредило Бахрейн о возможном отстранении федерации. Приостановление членства в ФИФА могло помешать Бахрейну принять участие в матчах квалификационного раунда Азиатских игр.
По данным Управления Верховного комиссара ООН по правам человека в Женеве, судебные процессы, имели признаки политического преследования, к тому же существовали серьёзные опасения тем, что права обвиняемых в надлежащей процедуре не соблюдаются. 29 июня 2011 военный прокурор Сил обороны Бахрейна через Агентство новостей Бахрейна объявил, что «обвиняемые, которые участвуют в медицинских и спортивных преступлениях» были освобождены, но судебные процессы будут продолжаться в соответствии с законодательными процедурами Бахрейна.

## Международная карьера
Выступал за национальную сборную Бахрейна по футболу с 2003 года. Участник Кубка Азии 2004 и 2007 года.

## Достижения
- Победитель Лиги звёзд Катара: 2004/05
- Серебряный призёр Лиги звёзд Катара: 2006/07
- Победитель Премьер-Лиги Кувейта: 2007/08
- Победитель Премьер-Лиги Бахрейна: 2009/10
- Серебряный призёр Премьер-Лиги Бахрейна: 2010/11
- Серебряный призёр чемпионата Ливана: 2012/13